# Vatten på månen

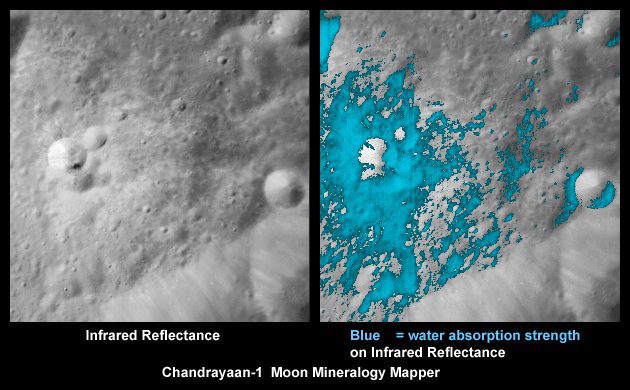
Dessa bilder visar en mycket ung månkrater på månens baksida som är vänd bort från jorden. Platsen är observerad av den indiska rymdsonden Chandrayaan-1.

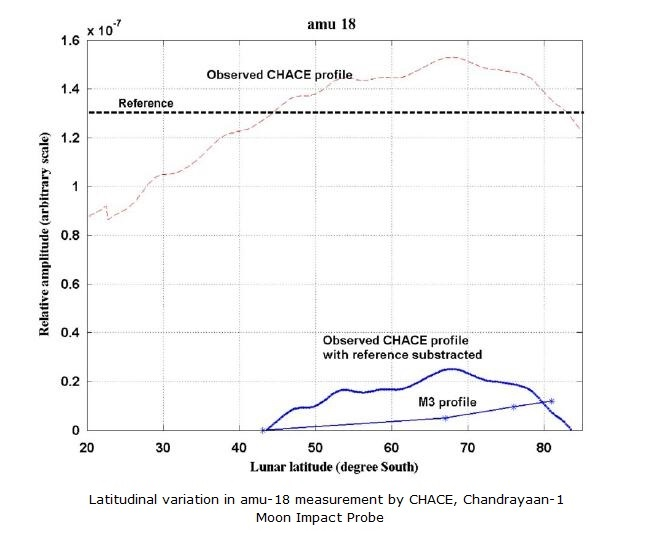
Direkta bevis för vatten i månens tunna atmosfär genom Chandra's Altitudinal Composition (CHACE) utgångsprofil från rymdsonden Chandrayaan-1.

Vatten på månen, månens vatten eller månvatten kallas det vatten som finns på månen. Flytande vatten ligger inte kvar på månens yta utan förångas. Därefter sönderdelas vattenångan av solljuset och dess väteatomer försvinner snabbt ut i rymden.

## Beskrivning
Forskare har sedan 1960-talet gissat att vattenis kan ligga kvar i kalla, permanent skuggade kratrar på månens poler. Vattenmolekyler har också detekterats i det tunna skikt av gaser ovanför månens yta.
Vatten (H2O) och den kemiskt besläktade hydroxigruppen (-OH), kan också existera i former kemiskt bundna som hydrater och som hydroxidjoner i månens mineraler (snarare än som fritt vatten), och mätdata antyder starkt att så är fallet i låga koncentrationer över stora delar av månens yta. I själva verket beräknas adsorberat vatten finnas vid spårkoncentrationer av 10 till 1000 ppm. År 1978 rapporterades det att prover som sänts tillbaka med sovjetiska Luna 24-sonden innehöll 0,1% vatten räknat i massa.  Ofullständiga bevis av fri vattenis vid månens poler är insamlade från en mängd olika iakttagelser som tyder på närvaro av bundet väte.

## Rymdsonder
18 november 2008 skickade den indiska Chandrayaan-1 ner en månkollisionssond från 100 kilometers höjd. Under dess 25 minuters långa nedfärd samlade sonden in mätdata som bevisade förekomst av vatten i 650 masspektra i månens tunna atmosfär. I september 2009 detekterades vatten på månens yta av NASA:s instrument Moon Mineralogy Mapper ombord på Chandrayaan-1.  och absorptionslinjer från hydroxyl i reflekterat solljus.
I november 2009 bekräftade NASA åter vatten på månen med hjälp av dess rymdsond LCROSS som detekterade en betydande mängd av hydroxyl i material som kastas upp från en krater vid månens sydpol när övre steget av en Atlas-raket krockade med månens yta.
Fyndet kan tillskrivas vattenförande material  - i vad som verkar vara "nästan ren kristallin vattenis". 
I mars 2010 rapporterades det att Mini-SAR ombord på Chandrayaan-1 hade upptäckt mer än 40 permanent mörka kratrar nära månens nordpol som gissas innehålla uppskattningsvis 600 miljoner ton vattenis.

## Vattnets ursprung
Vatten kan ha tillförts månen över geologiskt lång tid genom regelbundet bombardemang av vattenbärande kometer, asteroider och meteoroider  eller har oavbrutet producerats på plats genom vätejoner (protoner) från solvinden som har krockat med syrehaltiga mineraler. Sökandet efter vatten på månen har rönt stor uppmärksamhet och motiverat till flera nya månexpeditioner, mycket på grund av vattnets användbarhet vid långvarig närvaro på månen.